# Minzac
Minzac é uma comuna francesa na região administrativa da Nova Aquitânia, no departamento Dordonha. Estende-se por uma área de 15,95 km². Em 2010 a comuna tinha 470 habitantes (densidade: 29,5 hab./km²).